# Loßnitz (Freiberg)
Loßnitz ist ein Stadtviertel des Stadtteils Freiberg-Nord der Großen Kreisstadt Freiberg im Landkreis Mittelsachsen (Freistaat Sachsen). Der Ort wurde am 1. Januar 1957 nach Freiberg eingemeindet.

## Geografie

### Lage
Loßnitz liegt im Osterzgebirge, etwa einen Kilometer nördlich des Stadtzentrums von Freiberg. Der Ort, der umgangssprachlich nach seiner, in der Talsohle verlaufenden Straße oder der Lage nach Münzbachtal oder noch bis in das 20. Jahrhundert hinein „Fürstental“ genannt wird oder wurde, erstreckt sich über rund zwei Kilometer etwa in Nord-Süd-Richtung im Tal des Münzbaches, eines linken Nebenflusses des Freiberger Mulde. Loßnitz nimmt als am tiefsten gelegenes Freiberger Stadtviertel eine Höhenlage von 340 m bis 390 m ü. NN ein.

### Nachbarorte
|                                                          |                                             | Halsbrücke                                                      |
| Kleinwaltersdorf                                         | Kompassrose, die auf Nachbargemeinden zeigt | Tuttendorf                                                      |
| Freiberg, Stadtteil Freiberg-Nord (Stadtviertel Lößnitz) | Freiberg, Stadtteil Freiberg-Altstadt       | Freiberg, Stadtteil Freiberg-Ost (Stadtviertel Scheunenviertel) |

## Geschichte
Loßnitz wurde im Jahr 1236 als „Lozceniz“ und 1331 als „in Loznicz inferiori“ (Niederloßnitz) genannt. Der Ortsname des Waldhufendorfs ist westslawisch und bedeutet Waldort oder Walddorf. Im Gegensatz dazu existierte im 14. und 15. Jahrhundert in der Flur von Zug und Langenrinne südlich von Freiberg ein Oberloßnitz („in superiori Loznicz“), das später wüst fiel. 
Ursprünglich gehörte Loßnitz zum Besitz des durch den Markgrafen Otto dem Reichen im Jahr 1162 gestifteten Klosters Altzella bei Nossen. Mit Einführung der Reformation und der Säkularisation des Klosters Altzella kam Loßnitz zunächst zum Amt Nossen. 1555 verlehnte der sächsische Kurfürst August Loßnitz neben 14 weiteren Dörfern aus dem ehemaligen Klosterbesitz an seinen Kammerrat Ulrich von Mordeisen. Aus dessen Erbe kam es an den Kurfürsten Christian I., wodurch es um 1590 zum Kreisamt Freiberg gehörte. In der Flur des Freiberger Amtsdorfs Loßnitz sind 1555 zwei, im Jahr 1655 ein Vorwerk genannt. Es ist als „Klippel“/ „Klöppel“ bzw. „Füstenhof“ bekannt. Seit 1816 war das Vorwerk Fürstenhof ein Kammergut. Während es um 1834 kurzzeitig zu Großschirma gehörte, wurde der Fürstenhof im Jahr 1875 wieder zu Loßnitz gezählt. Loßnitz lag bis 1856 im kursächsischen bzw. königlich-sächsischen Kreisamt Freiberg. Ab 1856 gehörte der Ort zum Gerichtsamt Freiberg und ab 1875 zur Amtshauptmannschaft Freiberg.
Durch die zweite Kreisreform in der DDR kam Loßnitz im Jahr 1952 zum Kreis Freiberg im Bezirk Chemnitz (1953 in Bezirk Karl-Marx-Stadt umbenannt), der ab 1990 als sächsischer Landkreis Freiberg fortgeführt wurde und im Jahr 2008 im Landkreis Mittelsachsen aufging. 
Am 1. Januar 1957 wurde Loßnitz gemeinsam mit Lößnitz nach Freiberg eingemeindet. Kurz vor seiner Eingemeindung hatte der Ort im Jahr 1950 eine Einwohnerzahl von 652 Personen.
Heute bildet Loßnitz einen von vier Stadtvierteln des Stadtteils Freiberg-Nord.

## Verkehr
Im Südwesten wird Loßnitz von der Bundesstraße 101 begrenzt.

## Söhne und Töchter des Dorfes
- Oswald Erhard Römisch (1819–1899), sächsischer Staatsbeamter
- Albert Richter (1909–2007), Forstwissenschaftler